# Skarlett Riot
Skarlett Riot is een hardrockband uit de plaats Scunthorpe in het graafschap North Lincolnshire in Engeland. De band werd opgericht in de zomer van 2010.
De band bestaat uit 4 leden, de leadzangeres Skarlett speelt ook vaak gitaar. De band bestaat voorts uit de twee broers Luke (drummer) en Danny Oglesby (gitaar) en op basgitaar Tom Mansfield. De leden leerden elkaar kennen op school waar ze een eerste band vormden onder de naam Fuzion.

## Discografie

### Albums
- 2013: Tear Me Down
- 2017: Regenerate
- 2021: Invicta

### Ep's
- 2010: Skarlett Riot
- 2012: Villain
- 2015: We Are the Brave
- 2016: Sentience

### Singles
- 2013: Faded Memory
- 2014: House of Cards
- 2015: Ignite
- 2016: Voices
- 2017: Feel
- 2017: Feel (Zardonic Remix)
- 2017: Break
- 2017: Warrior
- 2017: Affliction
- 2020: Human
- 2020: Gravity
- 2021: Underwater